# Bárbara Longhi
Bárbara Longhi (Ravena, 21 de septiembre de 1552 — ibidem, 23 de diciembre de 1638) fue una pintora renacentista. Su trabajo está orientado a la pintura religiosa.

## Biografía

### Infancia
Bárbara Longhi nació en Rávena el 21 de septiembre de 1552, hija del pintor Luca Longhi, de quien recibe formación artística y en cuyo taller trabaja, en retablos religiosos.

### Primeros trabajos

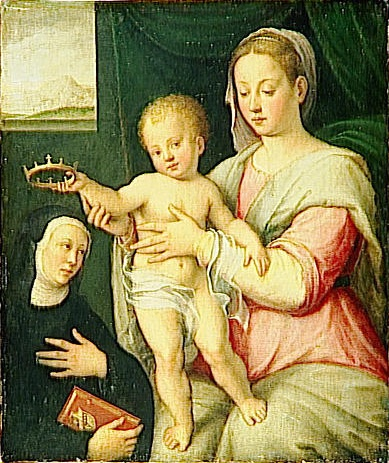
La Virgen y el niño con santa Bárbara, ca. 1590–95, Museo del Louvre.

La obra de Longhi, inmersa en los fragores de la Contrarreforma, está referida a los temas religiosos, en especial las representaciones de la Virgen y el niño. Al inicio de su trabajo, posee una paleta restringida, con preeminencia de la línea sobre el color. Debido a su condición de género, que restringía la presencia de las mujeres en los oficios artísticos, su trabajo no fue conocido fuera de las fronteras de su ciudad.

### Etapa segunda
De su obra subsisten quince lienzos, todos de tema religioso, uno de los cuales incluye su autorretrato, tema muy propio del Renacimiento. Pese al relativo aislamiento de su trabajo, obtiene el reconocimiento de Giorgio Vasari, reputado teórico del Arte, quien sostiene que en sus trabajos destaca "la pureza de la línea y la suave brillantez del color". A partir de 1590 adquiere una paleta de mayor brillantez, utilizando fondos donde se enfatiza la monumentalidad. Diez años después, su trabajo toma un sesgo intimista, más centrado en la vinculación entre las figuras. La obra de Longhi manifiesta la influencia de Leonardo Da Vinci y Rafael Sanzio, en el uso del sfumato y la composición en pirámide. Trabajó en el taller de su padre, posteriormente administrado por su hermano a la muerte de éste en 1580.

### Muerte
Bárbara Longhi falleció el 23 de diciembre de 1638.

## Obras
- La Virgen y el niño con san Juan Bautista
- La Virgen y el niño coronando a una religiosa
- Santa Catalina de Alejandría (Óleo sobre tela)
- Bodas místicas de santa Catalina (Óleo sobre tabla)
- Dama con unicornio (Óleo sobre lienzo)

## Exposición
La obra de Longhi está expuesta en la Pinacoteca Nacional de Bolonia, el Museo del Louvre, la Pinacoteca de Rávena, el Museo Nacional de Arte de Bucarest y la Galería de Dresde.